# Dolejší mlýn (Vinoř)
Dolejší mlýn ve Vinoři je zaniklý vodní mlýn v Praze 9, který stál na Vinořském potoce. Jeho přesná lokace není známá.

## Historie
K roku 1593 stály ve Vinoři dva vodní mlýny. Toho roku prodal Bedřich Zapský Václavu mladšímu z Donína mimo jiné také „mlýny náchlebné dva, jeden Hořejší o jednom kole moučném a druhý Dolejší o dvou kolech“. O tři roky později koupila dva zdejší mlýny Kateřina Smiřická z Házmburka. V roce 1678 se také druhý mlýn zmiňuje ve zprávě: „vyzdvižení nového mlýna ve Vinoři pod hrází Velkého rybníka“.
Na mapě I. vojenského mapování z let 1764–1768 je zakreslen na Vinořském potoce rybník s hrází v místech před soutokem Vinořského a Ctěnického potoka. Tento rybník před rokem 1840 zanikl (není na zakreslen v Císařských otiscích map stabilního katastru), ale místo, kde se rozkládal, je nazýváno „Ribnik“. Později zde byl založen nový, menší rybník zvaný Cukrovarský, pravděpodobně v souvislosti se vznikem Vinořského cukrovaru.